# محمد المصطفى

محمد المصطفى (1922 - 2012) شاعر منبري من شعراء الزجل في لبنان، عُرف عنه إجادته القوافي الصعبة، أحيا مئات حفلات الزجل، وكان ركنا مؤسسا للعديد من الجوقات الزجلية في لبنان.

## ولادته ونشاته
- السيد محمد المصطفى  شاعر لبناني، ولد في بلدة حومين التحتا (قضاء النبطية - جنوب لبنان)في العام 1922.[2]
- تتلمذ على يد الشاعر عارف الحر.
- تأثر بالقرآن وبكتاب «نهج البلاغة» وبالشعراء القدامى.
- بدأ الزجل في سن الرابعة عشرة.
- بين عامي 1940 و1994أحيا ما يزيد على مئتي مباراة شعرية مع معظم شعراء لبنان.

## الجوقات الزجلية
- ألف جوقة «الرابطة العاملية» مع الشعراء أسعد سعيد وعبد الجليل وهبي وعلي الحاج البعلبكي وعبد المنعم فقيه.[3]
- اشترك في «جوقة خليل روكز» مع الشعراء روكز وأديب محاسب وطانيوس حملاوي.
- ترأس جوقة «خلود الفن» مع الشعراء خليل شحرور وخليل عياش وجورج أبو انطون.
- أقام حفلات زجلية في عدد من بلاد المهجر.
- جمعت أشعاره في «ديوان السيد محمد المصطفى»، الذي طبع في بيروت عام 1997.

## عائلته
تزوّج السيد محمد المصطفى وهو في التاسعة عشرة من عمره من خديجة بلّوط، وله منها ابنه الأكبر مصطفى. ثمّ تزوّج من سعدى عيسى، وله منها ولدان هما علي، وراضي إضافة إلى ست بنات. هو محاط الآن بـ36 حفيداً. ورث راضي ومصطفى عن والدهما ملكة الشعر.

## الامتحان الصعب
خاض أبو مصطفى امتحانا صعبا، حين توفي ولده علي وهو في السادسة والعشرين من عمره، في المجزرة التي ارتكبها الجيش الإسرائيلي في بلدة حومين التحتا عام 1985. حينها اختبر «كيف يكون الألم حقيقياً».
كتب يومها:
«جرّبت اني احفظ بيوت القصيد/ حسّيت إنّو البيت ع راسي انهدم»،

## آخر حفلاته
فقد بصره تماماً عام 2002 وبقي يحيي الحفلات حتى عام 2005، وكانت حفلته الأخيرة في مدينة صور مع الشاعر موسى زغيب، والشاعر طليع حمدان والشاعر جريس البستاني

## وفاته
توفي في يوم الخميس 13 أيلول (سبتمبر) 2012 في بلدته حومين التحتا (قضاء النبطية - جنوب لبنان)